# つがりあんメロン
つがりあんメロンは、青森県津軽地方で生産・出荷される地域ブランドのメロン。

## 概要
青森オリジナルメロン連絡協議会が定める5品種（新品種3品目は、推奨品）で構成される。

## 歴史
青森県の津軽地区では、1980年代より、メロン栽培が盛んであったが、消費活性化（町おこし）の為に、弘果弘前中央青果（地方卸売市場の青果卸売企業）が産地のブランド化を提案。アムスメロンを導入し、生産したのが始まりである。
財団法人日本園芸生産研究所の指導もあり、5品種までに増え、1997年青森オリジナルメロン連絡協議会が発足。後に新品種3品目を推奨品として現在、合計5品種で構成される。

## 遍歴
- 1980年　生産開始。アムスメロンを生産。
- 1985年　デリシィメロンを生産開始。
- 1987年　ビレンスメロンを生産開始。
- 1990年　タカミメロンを生産開始。
- 1990年　アムさん 生産開始。
- 1996年　アーバンデリシャス、ホームビレンスを生産開始。
- 1997年6月　青森オリジナル生産連絡協議会を設立。
- 1999年　アーマイレッドを生産開始（推奨品）。
- 2000年　ハニーゴールデンを生産開始（推奨品）。
- 2007年　サンセットメロン・レノンを生産開始（推奨品）。
- 2010年　スウィートルビーを生産開始。

## 品種
主な品種は、以下の5品種と協議会推奨品種3品で構成される。
※以下の商品名は、弘果弘前中央青果の商標登録
アムさん（品種：優香(ユウカ)）
果皮は、黄色の果肉は、緑色。
ホームビレンス（品種：ビレンス）
果皮が白色でノーネット。果肉は、緑色。
アーバンデリシャス（品種：貴味(タカミ)）
果皮は、濃緑色のネットメロン。果肉は、緑色。
スウィートルビー
唯一の赤肉種。果皮は、緑黄色のネットメロン。果肉は、橙色。
ハニーデリシャス
果皮は、薄灰色で、果肉は厚く淡黄緑色。
アーマイレッド（品種：ミイナ）：協議会推奨品種
果皮は、濃緑色のネットメロン。果肉は、橙赤色。
ハニーゴールデン：協議会推奨品種
サンセットメロン・レノン：協議会推奨品種